# 富士通北陸システムズ
株式会社富士通北陸システムズ（ふじつうほくりくシステムズ、英: FUJITSU HOKURIKU SYSTEMS LIMITED、略称:FJH）は、かつて存在した富士通グループのシステムインテグレーター(メーカー系)。石川県金沢市に本社を置き、北陸地方を主な活動地域としていた。

## 沿革
- 1983年9月 - 株式会社石川富士通ユーザックとして富士通株式会社と株式会社PFU（当時はユーザック電子工業）の共同出資により設立
- 1987年8月 - 社名を株式会社石川富士通ソフトウェア開発に変更
- 1991年7月 - 富士通株式会社の富山支店および金沢支店のSE部門を統合
- 1991年12月 - 社名を株式会社富士通北陸システムズに変更
- 1998年11月 - ISO 9001認証を取得
- 2001年6月 - 富士通株式会社の出資比率が100%となる
- 2005年3月 - ISO 14001認証を取得
- 2005年10月 - プライバシーマークの取得
- 2008年4月 - 株式会社富山富士通よりソフトウェアプロダクト部門を継承
- 2021年4月 - 富士通へ吸収合併され、富士通北陸システムズは解散[2]

## 事業所
- 本社（石川県金沢市増泉）
- 金沢事業所（石川県金沢市昭和町）
- 富山事業所（富山県富山市新桜町）
- 富山トリプルワン（富山県富山市牛島新町）
- 福井事業所（福井県福井市毛矢）
- 東京事業所（東京都港区港南）